# ایوان کومب
ایوان کومب (انگلیسی: Ivan Combe؛ ۲۱ آوریل ۱۹۱۱ – ۱۱ ژانویهٔ ۲۰۰۰) اهالی کسب‌وکار، کارآفرین و مخترع اهل ایالات متحده آمریکا بود، که در سال ۱۹۴۰ شرکت کومب را تأسیس کرد.